# Bobo Brazil
Houston Harris (10 de Julho de 1921 - 20 de Janeiro de 1998) foi um lutador de wrestling profissional estadunidense, mais conhecido pelo seu ring name Bobo Brazil. Harris foi doado por encarar as barreiras do racismo contra os negros no wrestling profissional.
Ele é considerado um dos primeiros lutadores profissionais afro-americanos a ter sucesso no wrestling. Harris foi conhecido como "o Jackie Robinson do wrestling profissional".
Apesar de Ring-Name, Harris obviamente não é brasileiro, porém também não possui nenhuma relação com o Brasil. Seu ring-name é apenas uma coincidencia.
Dentre os seus títulos destacam-se o WWWF United States Championship (onde foi o primeiro o campeão e teve o reinado por quatro vezes, recorde na história) e títulos de pesos-pesados na National Wrestling Alliance. Foi introduzido em 1994 no Corredor da Fama da WWE.